# Kalakan
De Kalakan (Russisch: Калакан) is een 314 kilometer lange rivier in de Russische kraj Transbaikal. Het is een rechterzijrivier van de Vitim in het stroomgebied van de Lena. Het Kalakangebergte is naar de rivier vernoemd.
De rivier ontstaat op de westelijke hellingen van het Vitimplateau en stroomt van daaruit naar het zuidwesten langs de zuidelijke hellingen van de Jankan. De belangrijkste zijrivieren zijn de Baramino, de Toendak (de grootste zijrivier), de Amnoennakatsji, de Nennoe, de Boven-Olonno van links en de Boegarichta, de Tweede Boegarichta, de Akoe, de Goeljakatsji, de Oemoen, de Katyrkatsji, de Dolgatsji en de Kleine Maritsji van rechts.
De rivier heeft een stroomgebied van 10.600 km² en een gemiddeld debiet van 74,2 m³/s bij de monding in de Vitim. De Kalakan wordt voornamelijk gevoed door regen en sneeuw en is bevroren van halverwege oktober tot halverwege mei. De rivier wordt gebruikt door rafters.